# Test Dept
I Test Department, meglio conosciuti con l'abbreviazione Test Dept, sono stati un gruppo della scena musicale industriale britannica, attivo dal 1981 al 1997. La loro musica e le loro canzoni erano caratterizzate da un forte radicalismo socialista.

## Storia
Il gruppo nasce nei sobborghi londinesi di New Cross nel 1981. Il nucleo principale del gruppo era composto da Angus Farquhar, Graham Cunnington, Paul Jamrozy, Paul Hines e Toby Burdon, ma in momenti diversi fecero parte della band anche Alistair Adams, Neil Starr, John Eacott, Tony Cudlip, David Coulter, Gus Ferguson e Martin King. Brett Turnbull era il regista degli spettacoli e dei video da loro prodotti.
Nel 1995, con l'album Totally pubblicato per la KK, la band rinnova le sue sonorità dirigendosi verso una techno-trance, di cui secondo alcuni questo album è un vero manifesto in versione ritmico-rumorista.

## Discografia

### Album
- History (The Strength of Metal in Motion) (Cassetta, autoproduzione) - 1982
- Ecstasy Under Duress - (Cassetta, autoproduzione) - 1982
- Beating the Retreat - (Cassetta, Some Bizzare) - 1984
- Shoulder to Shoulder (with South Wales Striking Miners' Choir) - 1984
- Beating the Retreat (Some Bizzare Records) - 1984
- Atonal & Hamburg, Live - 1985
- The Unacceptable Face of Freedom (Some Bizzare Records) - 1986
- A Good Night Out - 1987
- Terra Firma - 1988
- Materia Prima - 1989
- Gododdin - In collaborazione con Brith Gof (LP/CD, Ministry of Power, 1989)
- Pax Britannica - 1990
- Proven In Action (Live 1990) - 1991
- Totality - 1995
- Legacy [1990-1993] the singles plus more - 1995
- Tactics for Evolution - 1997
- Disturbance - 2019